# Tanjong Tgk Kari
Tanjong Tgk Kari is een bestuurslaag in het regentschap Aceh Utara van de provincie Atjeh, Indonesië. Tanjong Tgk Kari telt 235 inwoners (volkstelling 2010).